# Laghman (comida)

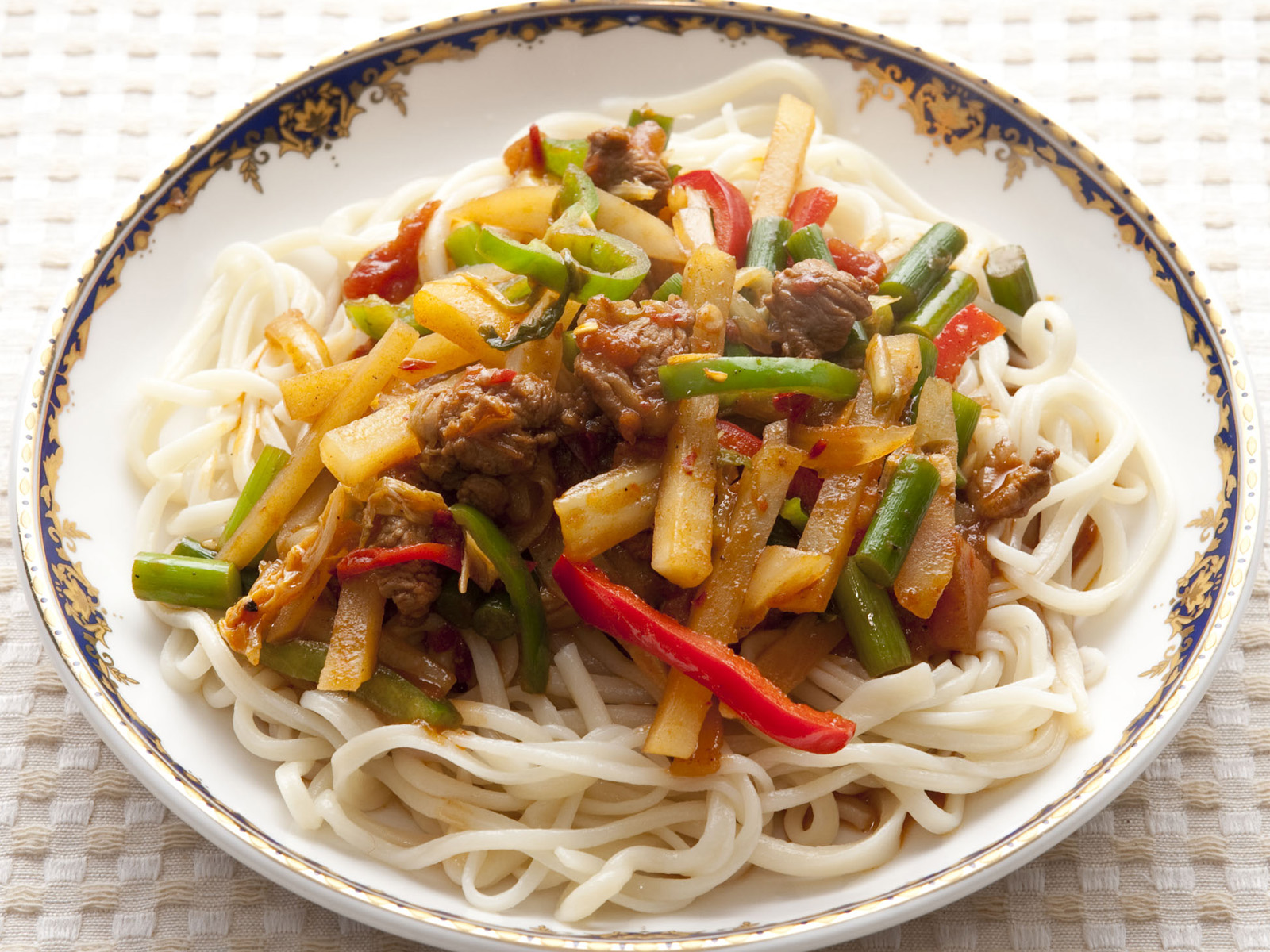
Laghman servido en un restaurante uigur en Tokio.

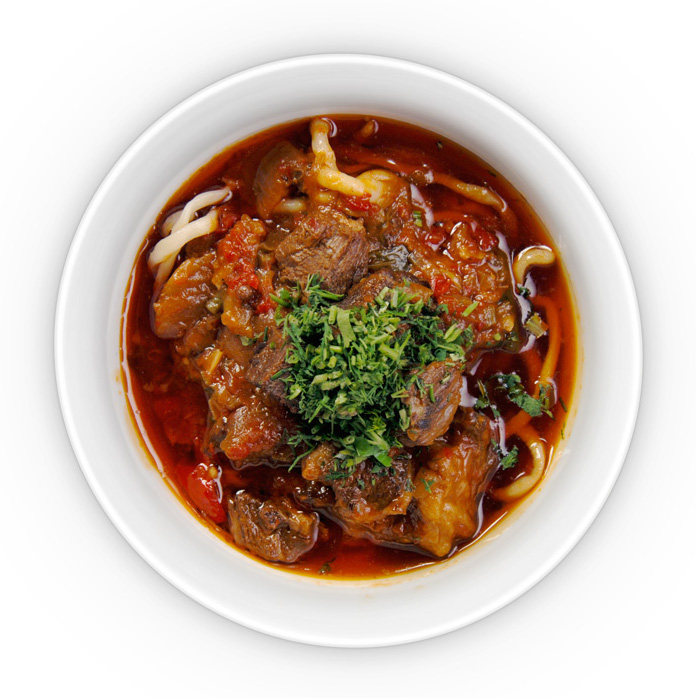
Lag'mon uzbeko en Tashkent.

Laghman o Lagman (en kazajo лағман, lağman; uzbeko lagʻmon; uigur لەغمەن, leghmen, ләғмән; kirguís лагман, lagman) es un plato de fideos, carne y verduras de Asia Central.
Como las palabras túrquicas nativas no comienzan con L, läghmän debe ser un préstamo, probablemente del chino lamian, aunque su sabor y preparación sean claramente uigures.
Es especialmente popular en Kirguistán y Kazajistán, donde es considerado plato nacional de las minorías étnicas locales uigures y dunganes.
También es popular en Uzbekistán, Tayikistán y el noreste de Afganistán, donde se le agregan garbanzos, y en las regiones de Chitral y Gilgit del norte de Pakistán, donde se conoce como kalli o dau dau. 
La cocina tártara de Crimea también adoptó el lagman de la cultura uzbeka.